# Phaeolejeunea
Phaeolejeunea är ett släkte av bladmossor. Phaeolejeunea ingår i familjen Lejeuneaceae.
Kladogram enligt Catalogue of Life:
| Phaeolejeunea | \| \| Phaeolejeunea amicorum \| \| \| \| \| \| Phaeolejeunea latistipula \| \| \| \| |
|               | \| \| Phaeolejeunea amicorum \| \| \| \| \| \| Phaeolejeunea latistipula \| \| \| \| |
|               | Phaeolejeunea amicorum                                                               |
|               |                                                                                      |
|               | Phaeolejeunea latistipula                                                            |
|               |                                                                                      |